# Chopping
Le chopping est une technique de l'observation astronomique ; on traduit parfois ce terme par « modulation du fond ». Il permet de soustraire le fond thermique lors d'observations astronomiques. Cette technique est utilisée principalement lors d'observations effectuées dans l'infrarouge.

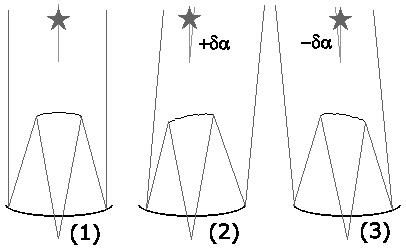
Schéma d'un cycle de modulation du fond thermique. Dans un premier temps, le télescope pointe l'étoile. Dans un deuxième temps, le miroir secondaire est incliné d'un petit angle, et le télescope dépointe donc légèrement l'étoile dans une direction. Dans un troisième temps, le secondaire est incliné de l'angle opposé : cela clôt le cycle de modulation en dépointant légèrement l'étoile dans la direction opposée.

La méthode habituellement retenue pour moduler le fond utilise le miroir secondaire du télescope, que l'on dépointe de quelques secondes d'angle de l'astre à observer vers une portion du ciel avoisinant, alternativement dans deux directions opposées par rapport à l'étoile centrale. Le fond thermique est alors estimé par interpolation entre les deux mesures. Supposons que le signal stellaire soit {\displaystyle S_{0}}. Le signal total mesuré lors de la première phase est {\displaystyle S_{1}=S_{0}+f_{0}}, où {\displaystyle f_{0}} désigne l'intensité du fond thermique dans cette configuration du télescope. Lors des deuxième et troisième phases, on mesure les signaux {\displaystyle B_{1}} et {\displaystyle B_{1}'}, égaux respectivement à deux intensités du fond thermique {\displaystyle f_{1}} et {\displaystyle f_{2}}. On estime alors le signal stellaire par {\displaystyle \Sigma _{0}=S_{1}-0,5.(B_{1}+B_{1}')}.
Un des inconvénients de la modulation du fond, ainsi que cela apparaît sur la figure, est que cette procédure échantillonne le fond thermique sur des parcours différents de celui que la lumière suit lorsqu'elle provient de l'étoile : ce ne sont en effet pas les mêmes zones du miroir primaire sur lesquelles le faisceau se réfléchit lors des trois phases de la modulation. Or le miroir primaire participe aussi à l'émission thermique du train optique ; contraindre le faisceau à frapper des zones différentes du primaire introduit donc un biais dans l'estimation du fond thermique. Avec les notations précédentes, ce biais vaut {\displaystyle \Sigma _{0}-S_{0}=f_{0}-0.5(f_{1}+f_{2})}. On raffine donc cette méthode en pratiquant le nodding, ou balancement.